# Hlinné (Nové Město na Moravě)
Hlinné (německy Hlinny) je vesnice, část města Nové Město na Moravě v okrese Žďár nad Sázavou v Kraji Vysočina. Leží pět kilometrů jihozápadně od Nového Města na Moravě. Obec se rozkládá podél silnice z Nového Města na Moravě do Ostrova nad Oslavou v údolí Řečického potoka. Potok napájí rybník zvaný Dolňák, v místě kde obec kolmo protíná.
Hlinné leží ve stejnojmenném katastrálním území o výměře 4,83 km².
Ve vesnici se nachází hasičská zbrojnice a bývalá škola. Působí zde dílny zemědělského družstva a pěstitelská pálenice.

## Historie
Po založení žďárského kláštera v roce 1252 Bočkem z Obřan, byly budovány hospodářské dvorce – Grangie. Jedna taková grangie vznikla, pravděpodobně již v průběhu 14. století, i v místě dnešní obce. Podle historických pramenů má tento hospodářský dvůr již v roce 1420 v rukou vladyka Volimír z Hlinného. Pravděpodobně již v této době stála při dvoře osada Hlinné, jejíž jméno bylo odvozeno od povahy půdy v místě založení.

### 15. a 16. století
V popisem klášterního majetku z 15. století (roky 1407, 1462 a 1483) se Hlinné objevuje až v roce 1483. Tehdy zde bylo 13 poddaných (2 pololáníci, ostatní čtvrtláníci). Od roku 1483 zůstává Hlinné trvale u žďárského kláštera a snáší s ním jeho osudy.
V roce 1513 byl opatem žďárského kláštera Vítem, mezi obcemi Hlinné a Jámy založen velký rybník. Z rybníka vytékal Hlinský (dnes Hlinenský) potok. Rybník byl na počátku 20. století vypuštěn a přeměněn v pole. Vnitřní uspořádání obce není známo, lidé se živili především zemědělstvím.
V roce 1667 dostala obec vlastní pečeť, ve znaku má trubku.
Po zrušení nevolnictví, patentem Josefa II, vznikají při selských usedlostech chlupy tzv. Pazderny, kde se zpracovával len, který se v té době hodně pěstoval.

### Druhá světová válka
Hlinné bylo za druhé světové války také místem působení západního desantu Tungsten.
Ve službě Britského královského letectva (No. 6 OTU) padl v roce 1943 zdejší rodák seržant Karel Šimon (7. prosince 1919, Hlinné – 24. dubna 1943, při cvičném letu, kdy se jeho Wellington v plamenech zřítil moře).

## Přírodní poměry
Nejbližším městem je Nové Město na Moravě, vzdáleného od Hlinného pět kilometrů severovýchodně.
Hlinné leží v těsném tvaru okolo silnice II/354, ta tvoří
spojnici Hlinného s Novým Městem na Moravě, na jejíž trase se nachází Petrovice. Silnice dále pokračuje přes Hodíškov a Obyčtov dále do Ostrova nad Oslavou, kde křižuje silnici I/37. Dalšími sousedními obcemi jsou na západ Jámy a na jihovýchod Řečice.
V nejnižším místě obec kolmo křižuje Řečický potok. V místě křížení se silnicí II/354 se nachází Obecní rybník, též Velký hlinenský rybník, po jehož hrázi silnice prochází.

## Obyvatelstvo
| Rok            | 1869 | 1880 | 1890 | 1900 | 1910 | 1921 | 1930 | 1950 | 1961 | 1970 | 1980 | 1991 | 2001 | 2011 | 2021 |
| -------------- | ---- | ---- | ---- | ---- | ---- | ---- | ---- | ---- | ---- | ---- | ---- | ---- | ---- | ---- | ---- |
| Počet obyvatel | 308  | 279  | 304  | 273  | 264  | 262  | 256  | 193  | 198  | 205  | 181  | 173  | 174  | 179  | 166  |
| Počet domů     | 41   | 55   | 57   | 52   | 56   | 53   | 52   | 46   | 45   | 48   | 45   | 50   | 50   | 57   | 61   |

## Obecní správa
Při sčítání lidu v letech 1850–1980 Hlinné bylo samostatnou obcí, se kterým patřilo nejprve do okresu Nové Město na Moravě (1850–1930) (v letech 1850–1879 Nové Město), ale od roku 1950 v okrese Žďár nad Sázavou (v roce 1950 okres Žďár). Od 1. července 1980 je částí města Nové Město na Moravě v okrese Žďár nad Sázavou.

## Pamětihodnosti
- Kaple andělů strážných z roku 1901
- Pomník obětem první a druhé světové války